# Elecciones generales de Japón de agosto de 1898
Las sextas elecciones generales de Japón tuvieron lugar el 10 de agosto de 1898 luego de la disolución de la anterior Cámara de Representantes tan solo unos meses después de haber sido elegida. Fueron las últimas elecciones que se realizaron en el mismo año que la anterior elección, y la última elección en la que el impuesto que los votantes debían pagar era de 15 yenes. Luego de las elecciones, el impuesto se reduciría a 10 yenes, generando un incremento (aunque no muy grande) de la población con derecho a voto.
El Partido Constitucional (Kenseitō) obtuvo una victoria abrumadora, controlando más del 81% de los escaños parlamentarios. Ōkuma Shigenobu fue reelegido como primer ministro. Sin embargo, el gobierno se disolvió tres meses después de las elecciones, dividiéndose el partido en dos.

## Sistema electoral
Al igual que en las anteriores elecciones, el sufragio era sumamente limitado. Los únicos habilitados para votar eran los varones mayores de veinticinco años que pudieran pagar 15 yenes o más en impuestos nacionales y que hubieran residido en su prefectura por al menos un año en el período previo a la elección. Solo los ciudadanos varones de treinta años o más, que no eran miembros de la nobleza kazoku o de la Familia Imperial o sus ramas, podían postularse para un cargo en la cámara baja. Esta consistía en 300 escaños y el método de elección se basaba en un sistema mixto entre el escrutinio mayoritario uninominal y el plurinominal. Había 214 distritos uninominales con un solo candidato cada uno, y 43 distritos plurinominales con dos candidatos cada uno en el que se elegían a los 86 representantes restantes. Hubo 628.572 personas registradas para votar, tan solo un 1% de la población total del país, y votó cerca del 79.91% del electorado registrado, un drástico descenso con respecto a la elección anterior, donde votó el 87.50.

## Resultados
| Partido político | Partido político       | Nombre japonés             | Escaños | +/-   |
| ---------------- | ---------------------- | -------------------------- | ------- | ----- |
|                  | Partido Constitucional | Kenseitō (憲政党?)         | 244/300 | 2     |
|                  | Asociación Nacional    | Kokumin Kyōkai (国民協会?) | 21/300  | 8     |
|                  | Club Hiroshi           | Hiroshi Club (山下倶楽部?) | 9/300   | Nuevo |
|                  | Independientes         | Mushozoku (無所属)         | 26/300  | 11    |
| Total            | Total                  | Total                      | 300     | 0     |